# Zavod AIPA
Zavod AIPA (Zavod za uveljavljanje pravic avtorjev, izvajalcev in producentov avdiovizualnih del Slovenije) je kolektivna organizacija, katere glavni cilj in dejavnost je kolektivno upravljanje in s tem zaščita pravic avtorjev, izvajalcev in filmskih producentov avdiovizualnih del.
Trenutni direktor je Gregor Štibernik. Svet zavoda in Strokovni svet imata po 3 predstavnike soavtorjev, 2 predstavnika izvajalcev in 2 predstavnika producentov.

## Zgodovina
Prva pobuda za ustanovitev Zavoda AIPA  je bila uradno sprožena 11. decembra 2006, ko je bil v Ljubljani sklican prvi sestanek iniciativnega odbora za ureditev pravic imetnikov pravic na avdiovizualnih delih.
Zavod AIPA je postal kolektivna organizacija 11. oktobra 2010, ko mu je Urad RS za intelektualno lastnino izdal dovoljenje za kolektivno upravljanje pravic:
- Soavtorjev avdiovizualnih del;
- Izvajalcev, katerih izvedbe so uporabljene v avdiovizualnih delih in
- Filmskih producentov.

Zavod AIPA je z Združenjem kabelskih operaterjev Slovenije 16. decembra 2011 sklenil sporazum, s katerim se je uredilo plačevanje nadomestila za soavtorje avdiovizualnih del pri uporabi njihovih del v storitvah kabelske retransmisije od pridobitve dovoljenja dalje.

## Pravice
Zavod AIPA trenutno  kolektivno upravlja za navedene upravičence le dve pravici, saj je zakon za avdiovizualna dela določil obvezno kolektivno upravljanje le za naslednja primera uporabe teh del:
- reproduciranje avtorskih (avdiovizualnih) del za zasebno ali lastno uporabo ter
- kabelska retransmisija avtorskih (avdiovizualnih) del.

## Organi zavoda

### Skupščine
- Skupščina filmskih producentov: predstavnik Janko Čretnik
- Skupščina izvajalcev, katerih izvedbe so uporabljene v avdiovizualnih delih: predstavnica mag. Alenka Pirjevec
- Skupščina soavtorjev avdiovizualnih del: predstavnik Martin Srebotnjak

### Strokovni svet Zavoda AIPA
- Izvajalci: Nikola Sekulović, Violeta Tomič
- Producenti: Jožko Rutar, Danijel Hočevar
- Soavtorji: Špela Čadež, dr. Igor Koršič, Rado Likon

### Svet Zavoda AIPA
- Izvajalci: Iva Krajnc, mag. Alenka Pirjevec
- Producenti: Janko Čretnik, Igor Pediček
- Soavtorji: Metod Pevec, Maja Weiss, Martin Srebotnjak

## Upravičenci
Zavod AIPA upravlja pravice: soavtorjev avdiovizualnih del, izvajalcev, katerih izvedbe so uporabljene v avdiovizualnih delih in filmskih producentov.
Vsi upravičenci do nadomestil, ki so člani Zavoda AIPA, so tako ali drugače soustvarjali vsaj eno avdiovizualno delo. Pri tem so lahko sodelovali kot: 
- Soavtorji: avtor priredbe, pisec scenarija, avtor dialogov, direktor fotografije, glavni režiser, skladatelj filmske glasbe, ki je posebej ustvarjena za uporabo v avdiovizualnem delu, in glavni animator, če je animacija bistven element v avdiovizualnem delu.
- Izvajalci: igralec, pevec, glasbenik, plesalec ali druge osebe, ki igrajo, pojejo, podajajo, deklamirajo, nastopajo, interpretirajo ali drugače izvajajo avtorska ali folklorna dela
- Filmski producenti: kot fizične ali pravne osebe, ki organizirajo in vodijo ustvarjanje avdiovizualnega dela ter so odgovorna za njegovo dokončanje.

## Mednarodna dejavnost
Zavod AIPA je bil maja 2011 sprejet v svetovno združenje za zaščito pravic izvajalcev SCAPR (ang: Societies’ Council for the Collective Management of Performers’ Rights), ki združuje 44 rednih in 6 pridruženih kolektivnih organizacij za zaščito izvajalcev, postopki vključevanja v druge evropske in svetove krovne organizacije pa so še v teku.